# Аспиднохвостый трогон
Аспиднохвостый трогон (лат. Trogon massena) — вид птиц из семейства трогоновых. Встречается в Мексике, по всей Центральной Америке, а также в Колумбии и Эквадоре.

## Классификация
По состоянию на 2021 г. выделяются три подвида аспиднохвостого трогона: номинант T. m. massena, T. m. hoffmanni и Т. m. australis. Последний иногда рассматривается как подвид чернохвостого трогона (T. melanurus) или как отдельный вид.

## Описание

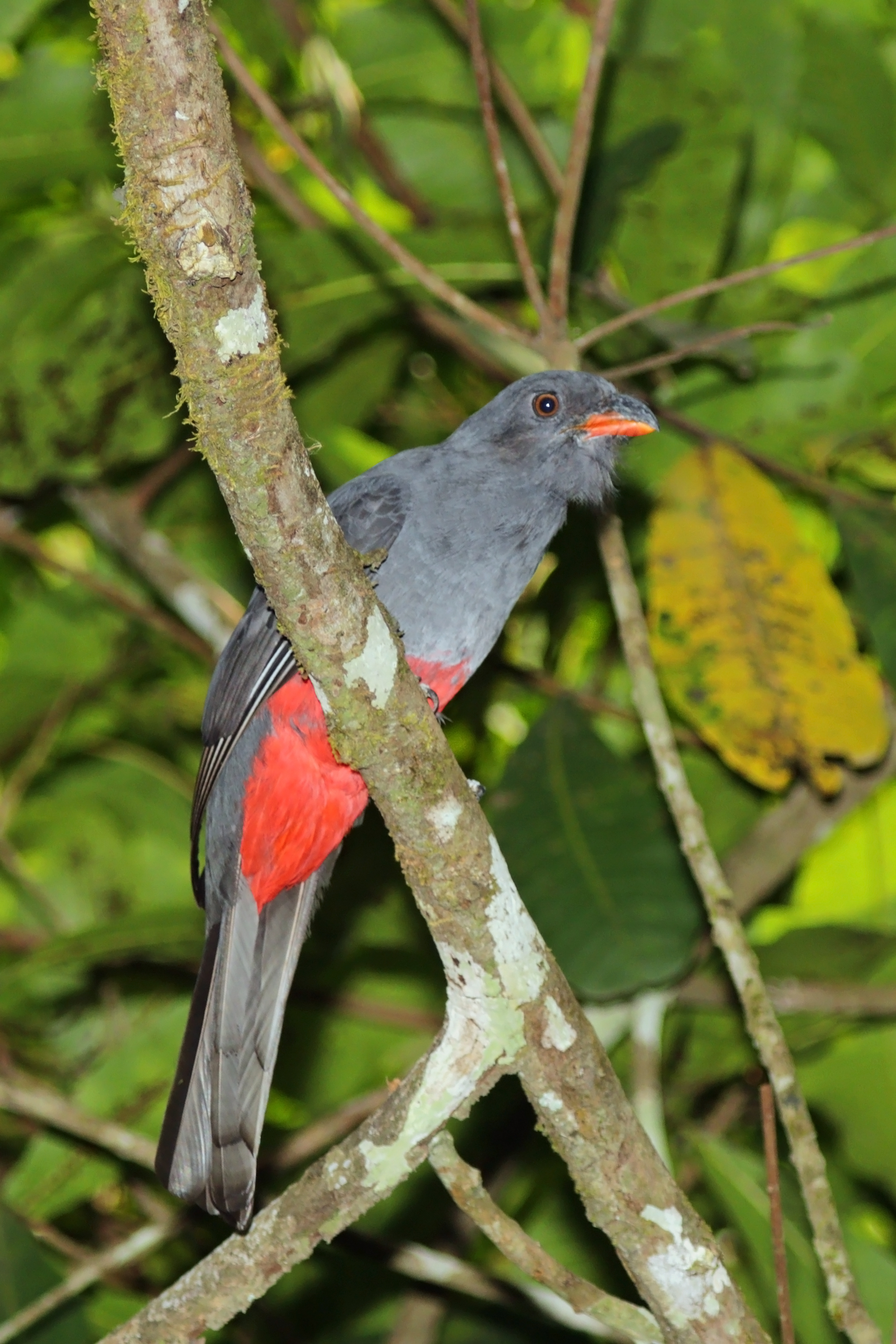
Самка T. m. hoffmanni

У аспиднохвостых трогонов выражен половой деморфизм: оперения самок и самцов отличаются. Длина асиднохвостого трогона — от 30 до 35,5 см, а масса — от 140 до 155 г. Самец номинантного повида имеет оранжево-красный клюв и тускло-черное лицо, подбородок и верхнюю часть горла, а также красно-оранжевое кольцо вокруг глаз. Верхняя часть тела имеет металлический зеленый цвет, спина — золотисто-зелёный, на макушке и крупе — голубовато-зелёный, а живот и выступ — темно-красного цвета. Самка заменяет большую часть зеленого цвета самца серым, который на верхней части груди светлее, чем на верхней части туловища. Верх хвоста черный. Верхняя челюсть у самок темно-серая. Оперение самца T. m. hoffmanni по существу такое же, как у номинативного, но верхняя часть хвоста более золотистый цвет. Т. м. australis меньше номинативного подвида. По сравнению с номинантом, у самцов надхвостье голубовато-зелёное, а у самок — более тёмно-серое. Подхвостье самца более коричневое, чем у номинанта, а на лице и горле больше металлического зеленого цвета.

## Распространение и среда обитания
Номинальный подвид аспиднохвостого трогона встречается на Карибском склоне от южной части Мексики через Белиз, Гондурас и Гватемалу до Никарагуа. Т. м. hoffmanni встречается на Карибском и тихоокеанских склонах Коста-Рики и Панамы, а также на крайнем северо-западе Колумбии. Т. м. australis встречается в западной Колумбии и далеко на северо-западе Эквадора. Этот подвид в основном обитает в тропических вечнозеленых лесах и зрелых вторичных лесах, а также может быть найден в галерейных лесах, кофейных плантациях и мангровых зарослях. Аспиднохвостый трогон обитает на высоте до 600 м в Мексике и на севере Центральной Америки, в Коста-Рике — до 1200 м, в Панаме — до 1400 м, в Колумбии — до 1100 м.

## Размножение
Сезон размножения аспиднохвостого трогона варьируется географически, но в целом длится с февраля по июль. Самцы и самки демонстрируют друг друга, поднимая хвост и взбивая скрытые перья надхвостья. Гнездится на высоте до 15 метров в полости, вырытой в термитнике или в гниющем стволе дерева. Типичная кладка — это два или три белых или голубовато-белых яйца, которые насиживают представители обоих полов.

## Охранный статус
МСОП оценил аспиднохвостого трогона как вызывающего наименьшее беспокойство.